# Świętokrzyska Szkoła Wyższa w Kielcach
Świętokrzyska Szkoła Wyższa – uczelnia niepubliczna w Kielcach specjalizująca się w obszarze nauk społecznych, pedagogice i naukach o zdrowiu. Szkoła funkcjonuje od 2003 roku i została wpisana do rejestru niepublicznych szkół wyższych Ministerstwa Nauki i Szkolnictwa Wyższego pod numer 272.

## Wydziały i kierunki
Obecnie uczelnia daje możliwość podjęcia nauki na dwóch kierunkach, na studiach licencjackich:
- Wydział Nauk Społecznych
  - pedagogika
  - praca socjalna